# The Harem Skirt (film 1911 Morris)
The Harem Skirt è un cortometraggio muto del 1911 diretto da Sam Morris.

## Produzione
Il film fu prodotto dalla American Film Manufacturing Company.

## Distribuzione
Distribuito dalla Motion Picture Distributors and Sales Company, il film - un cortometraggio in una bobina - uscì nelle sale cinematografiche USA il 23 marzo 1911.